# Jean-Pierre Mocky

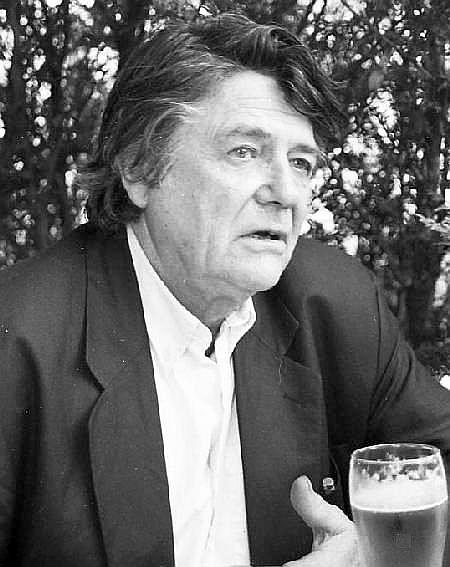
Jean-Pierre Mocky (1995)

Jean-Pierre Mocky (eigentlich: Jean-Paul Adam Mokiejewski; * 6. Juli 1933 in Nizza; † 8. August 2019 in Paris) war ein französischer Filmregisseur und Schauspieler.

## Leben und Karriere
Mocky begann seine Filmkarriere als Schauspieler (u. a. 1942 in Die Nacht mit dem Teufel und 1949 in Orpheus), später führte er Regie. Er inszenierte schwarzhumorige Farcen und galt als Vertreter des anarchischen Films. Wenn er nicht selbst mitspielte, war sein bevorzugter Hauptdarsteller Michel Serrault (er war dies in zehn von Mockys Filmen). Nach den anarchischen 70er Jahren waren seit Ende der 80er Jahre weitere Größen des französischen Films in Arbeiten von Jean-Pierre Mocky zu erleben, u. a. Jeanne Moreau (Das Wunder des Papu), Stéphane Audran (Ein turbulentes Wochenende), Catherine Deneuve (Agent Trouble – Mord aus Versehen), Claude Jade (Bonsoir), Jane Birkin (Noir comme le souvenir) und Michael Lonsdale (Le Furet). Ging es zu Beginn um Satiren auf das Leben und nach 1968 um die Reaktion von Terroristen auf die bürgerliche Welt (wie beispielsweise in Eine Stadt zittert vor Solo), waren es später Farcen. Schelme pilgern in Das Wunder des Papu betrügerisch nach Lourdes und wollen durch Wunderheilung eine Versicherung betrügen. In Bonsoir quartiert sich der obdachlose Alex (Serrault) bei der lesbischen Caroline (Jade) ein und rettet ihr gegen ihre homophobe Verwandtschaft die Erbschaft. Sein Schaffen als Darsteller umfasste mehr als 85 Film- und Fernsehproduktionen, als Regisseur trat er annähernd 80 Mal in Erscheinung.

## Filmografie (Auswahl)
D = Darsteller, B = Drehbuch, R = Regie, S = Schnitt, P = Produktion

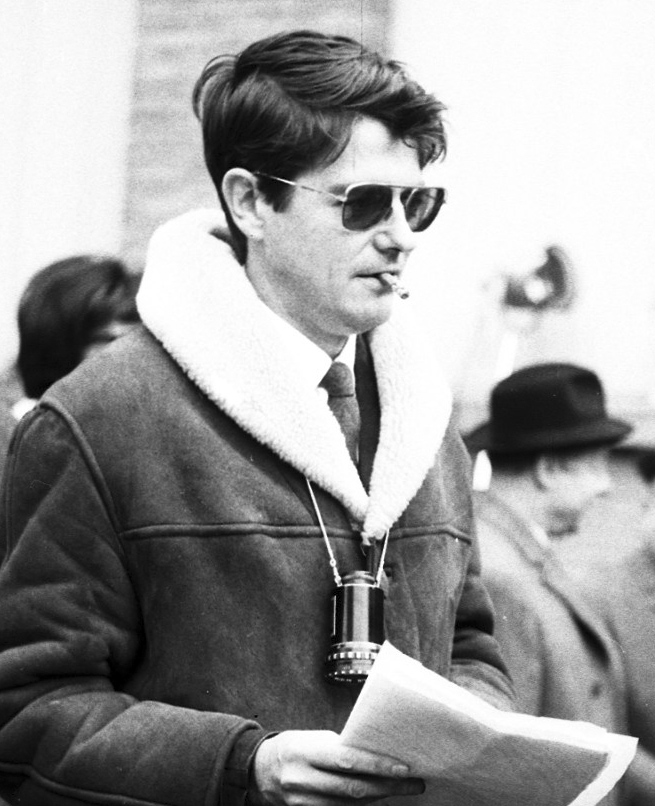
Bei den Dreharbeiten zu Geld oder Leben, 1965

- 1946: Der ewige Gatte (L’homme au chapeau rond) – Regie: Pierre Billon – (D)
- 1952: Kinder unserer Zeit (I vinti) – (D)
- 1955: Die Verirrten (Gli sbandati) – Regie: Francesco Maselli – (D)
- 1958: Mit dem Kopf gegen die Wände (La tête contre les murs) – Regie: Georges Franju – (D, B)
- 1959: Die nach Liebe hungern (Les dragueurs) – (R, B)
- 1960: Ehe französisch (Un couple) – (R, B)
- 1962: Snobs (Snobs!) – (R, B, P)
- 1962: Die Jungfrauen (Les vierges) – (B, R)
- 1963: Den Seinen gibt’s der Herr… (Un drôle de paroissien) – (B, R)
- 1964: Angst in der Stadt (La grande frousse) – (B, R)
- 1966: Geld oder Leben (La bourse et la vie) – (R, B)
- 1967: Die Freunde der Margerite (Le compagnons de Marguerite) – (B, R)
- 1968: Die große Aktion (La grande lessive) – (B, R)
- 1969: Eine Stadt zittert vor Solo (Solo) – (B, D, R)
- 1971: Der Albatros (L’Albatros) – (D, B, R)
- 1974: Ein Leichentuch hat keine Taschen (Un linceul n'a pas de poches)  – (D, B, R)
- 1975: Der rote Ibis (L’Ibis rouge) – (B, R)
- 1978: Der Zeuge (Le témoin) – (R, B)
- 1982: Ist ein Franzose im Raum? (Y a-t-il un français dans la salle?) – (B, R, P)
- 1984: Tod dem Schiedsrichter (A mort l’arbitre!) – (R, S, D, B)
- 1984: Glanz und Elend eines kleinen Kinounternehmens (Grandeur et décadence d’un petit commerce de cinéma) – Regie: Jean-Luc Godard – (D)
- 1985: Der kleine Coup (Le pactole) – (B, R)
- 1987: Das Wunder des Papu (Le miraculé) – (B, R, S)
- 1987: Agent Trouble – Mord aus Versehen (Agent trouble) – (B, R, S)
- 1987: Ein turbulentes Wochenende (Les saisons du plaisir) – (R, B, S)
- 1990: Der Erdnuss-Cop (Il gèle en enfer) – (S, B, P, R, D)
- 1992: Ville à vendre
- 1994: Bonsoir – (R)
- 1995: Noir comme le souvenir – (B, S)
- 2011: Americano – (D)
- 2011: Les insomniaques
- 2011: Crédit pour tous
- 2011: Le dossier Toroto
- 2016: Le cabanon rose
- 2016: Rouges étaient les lilas
- 2016: Vénéneuses
- 2017: Votez pour moi
- 2019: Tous flics  – (R, S, D, B)
- 2020: Tony Rodriguez. Aller en prison, c’est son rêve... von John Sehil